# Quí Nguyễn
Quí Nguyễn (sinh năm 1977) là một người chơi bài poker người Mỹ gốc Việt đang sống ở Las Vegas, Nevada. Anh đã giành chiến thắng tại Giải chính World Series of Poker 2016, kiếm được số tiền $8,005,310.
Anh ra ở Việt Nam trước khi di cư đến Hoa Kỳ vào năm 2001, khi mới 24 tuổi. Anh ban đầu định cư tại California và làm việc tại một tiệm làm móng tay trước khi chuyển đến Las Vegas vào năm 2007. Nguyen bắt đầu chơi poker vào năm 2003, tập trung vào các trò chơi bài cash limit hold'em nhỏ. Sau khi đến Las Vegas, anh chuyển sang chơi các trò chơi bài no limit và đã ghi nhận một số tiền thưởng từ các giải nhỏ. Trước khi giành chiến thắng tại Giải chính World Series of Poker, anh chỉ ghi nhận một tiền thưởng WSOP duy nhất trong một sự kiện $1,500 No Limit Hold'em tại 2009 trị giá $9,029.
Nguyen giành chiếc ghế của mình vào Giải chính World Series of Poker 2016 thông qua một ván chơi loại 1,100 đô la. Anh đã chơi suốt giải chính và đạt vị trí 9 người chơi cuối cùng (November Nine) ở vị trí chip thứ hai.
Cho đến năm 2017, tổng số tiền thưởng trong các giải đấu trực tiếp của Nguyen vượt quá $8,050,000, trong đó phần lớn đến từ chiến thắng tại giải chính.
Tự truyện của Quí Nguyễn, Từ Việt Nam đến Vegas! Cách tôi chiến thắng Giải chính World Series of Poker, đã được xuất bản vào tháng 11 năm 2017 bởi D&B Publishing. Trong quyển sách gồm 450 trang, Nguyen phân tích hơn 170 tay bài quan trọng từ bàn chung kết, và kể cả câu chuyện cuộc đời của mình. Steve Blay là người đồng tác giả. Steve Blay là người sáng lập, và kỹ sư phần mềm đằng sau trang web AdvancedPokerTraining.com. Blay đã sử dụng phần mềm của mình để tạo ra các robot mô phỏng phong cách chơi của mỗi người trong Nhóm November Nine. Những mô phỏng này tiếp tục dự đoán sẽ có chiến thắng cho Quí Nguyễn. Khi Nguyen biết về kết quả này, ông đã mời Blay đến Las Vegas để giúp đỡ ông luyện tập cho bàn chung kết. Sau khi giành chiến thắng tại WSOP, D&B Publishing liên hệ với Nguyen và Blay để chia sẻ câu chuyện của họ.
Đến tháng 11 năm 2017, Quí Nguyễn sống ở khu vực Summerlin của Las Vegas, Nevada, cùng với con trai Kyle.

## Các huy chương World Series of Poker
| Năm  | Giải đấu                            | Giải thưởng (US$) |
| ---- | ----------------------------------- | ----------------- |
| 2016 | $10,000 No Limit Hold'em Main Event | $8,005,310        |